# Аспорча-хатун
Аспорча-хатун (тур. Asporça Hatun) — дружина правителя Османського бейлика Орхана I, мати двох його синів і двох дочок, авторка заповіту — найстарішого із відомих османських документів. Старший син Аспорчі, Ібрагім, був страчений Мурадом I після сходження на престол.

## Біографія

### Походження
Про походження Аспорчі єдиної думки немає. Відомо, що Аспорча була гречанкою і до шлюбу носила ім'я Голіфіра (Глафіра). Більшість вчених вважає її дочкою візантійського імператора Андроніка III, проте Андронік III народився в 1296 році, а син Аспорчі — в 1310 році, що говорить про те, що на момент народження онука імператору було лише 15 років. Історик Узунчаршилы висловився невизначено: «вважається дочкою Андроніка III», ні Алдерсон, ні Пірс не згадують про імператорське походження Аспорчі.
Історик Леслі Пірс пише, що на ім'я можна зробити висновок про грецьке походження Аспорчі, але висловлює сумнів у тому, що вона була дочкою візантійського імператора. Одним із доказів є те, що дружини правителів Османа зі знатних християнських сімей (наприклад, дружина Орхана — дочка імператора Іоанна VI Кантакузіна Теодора ) не змінювали віру. При цьому Аспорча була мусульманкою.
Пірс вважає, що історія, описана в пізніх джерелах, про викрадення нареченої і одруження Орхана з Нілюфер-хатун належить з великою ймовірністю до Аспорче. За легендою, батько дівчини був власником фортеці Ярхисар і збирався видати її за власника Біледжика. Побоюючись об'єднання їхніх сил, Осман під час весільної урочистості здійснив набіг і захопив обидві фортеці. Дівчина була взята в полон і видана за Орхана.

### Сім'я
Більшість дослідників в якості дати весілля вказують приблизно 1320 рік, що вступає в суперечність з датою народження старшого сина Аспорчі (1310 р.). Леслі Пірс вважає, що шлюб відбувся раніше, в останнє десятиліття XIII століття. 
Зберігся вакуфний документ Аспорчі, підписаний у вересні 1323 року. За документом, вона передавала села, подаровані їй свекром, Османом I, у фонд, доходи від якого закріплювалися за її нащадками. Свідком виступав візир Алаеддін-паша, якого традиційна історіографія вважала сином Османа, а розпорядником — син Аспорчі, Ібрагім. Ібрагім був страчений після сходження на престол його єдинокровного брата Мурада I. Усі історики називають серед дітей Аспорчі дочку Фатьму. Також деякі джерела повідомляють про наявність ще однієї дочки, Пірс називає її Сельчук-хатун. Історик Халіл Іналджик зазначив, що у вакуфному документі називається ще один син Аспорчі, молодший, Шерефулла.
Дата смерті Аспорчі невідома. Вважається, що вона була похована в Бурсі поряд з чоловіком, проте після руйнувань, спричинених пожежами та землетрусами, місце поховань більшості членів сімей було важко ідентифікувати. XIX столітті було проведено реконструкцію. В даний час передбачувана труна Аспорчі знаходиться в Османській тюрбі.
Вакуфний документ Аспорчі — найстаріший із відомих документів в османській історіографії. Разом з вакуфним документом Орхана від 1324 він дозволяє датувати смерть Османа і встановити склад сім'ї в ці роки. Наприкінці сімнадцятого століття до суду Бурси звернулася жінка на ім'я Саліха, пред'явивши права на свою частку спадщини за цим документом як нащадок Аспорчі.